# Florence Kelley
Pour les articles homonymes, voir Kelley.
Florence Kelley (née le 12 septembre 1859 à Philadelphie dans l'État de Pennsylvanie, morte 17 février 1932 à Philadelphie) est une journaliste, essayiste, traductrice, directrice de publication, réformatrice sociale et politique américaine. Elle est connue pour ses engagements de militante pour en finir avec les ateliers de misère, pour établir une législation garantissant un salaire minimum et la journée de huit heures, la protection des droits des enfants et le droit de vote des femmes.
Florence Kelley est la première secrétaire générale de la National Consumers League fondée en 1899 par Jane Addams, Josephine Shaw Lowell et Leonora O'Reilly. Avec  W. E. B. Du Bois, Ida B. Wells, Mary White Ovington, Oswald Garrison Villard, Mary McDowell, etc., elle fait partie des fondateurs de la National Association for the Advancement of Colored People.

## Biographie

### Enfance
Florence Kelley née le 12 septembre 1859 à Philadelphie est la fille de Caroline Bartram Bonsall, une femme au foyer Quaker et de William D. Kelley (1814-1890). Ils ont huit enfants, dont seulement trois survivent. Elle-même, de santé fragile, a une scolarité très perturbée. Son père est un self-made-man qui devient abolitionniste, fondateur du Parti républicain, juge et membre de longue date de la Chambre des représentants des États-Unis. Il lui apprend à lire et la sensibilise dès l'âge de 7 ans aux terribles conditions de travail des enfants,. Sa grand-tante, Sarah Pugh, à la tête de la Female Antislavery Society de Philadelphie et amie proche de Lucretia Mott, lui enseigne comment des femmes engagées peuvent faire évoluer les causes auxquelles elles croient.

## Carrière
Diplômée de l'université Cornell en 1882, elle fait partie de l'Intercollegiate Socialist Society (en), une organisation militant pour le droit de vote des femmes et les droits des Afro-Américains. Elle souhaite poursuivre ses études mais les universités n'acceptent pas les femmes. Après avoir donné des cours du soir aux travailleuses du New Century Club de Philadelphie, elle part suivre des cours à l'Université de Zurich qui accepte les femmes. Elle est inspirée par le socialisme et elle l'amie de Friedrich Engels, dont elle traduit en anglais La Situation de la classe laborieuse en Angleterre. Rachel Foster Avery, secrétaire de la National Woman Suffrage Association finance la publication de cette traduction à New York en 1887.
Elle retourne aux États-Unis en 1886 avec son mari, Lazare Wischnewetzky, qu'elle a épousé en 1884. Le couple se sépare en 1891 et jusqu'en 1899, Florence Kelley vit à la Jane Addams Hull House, un centre d’œuvres sociales de Chicago.
En 1889, Florence Kelley écrit une brochure Our Toiling Children publiée par la Woman's Christian Temperance Union sur les conditions de travail très dures des enfants et avance des solutions pour y remédier. Elle publie dans la presse des articles sur le sujet et critique le Bureau of Labor Statistics américain pour sa non prise en compte de cette question. Elle trouve sa place au milieu des travailleurs et en 1892, elle mène des enquêtes parallèles sur les conditions de vie dans les bidonvilles de Chicago et sur les ateliers clandestins dans les immeubles. Avec ses collègues, elle réunit ses rapports et contributions qui sont publiés avec la préface de Jane Addams dans Hull-House Maps and Papers (1895). C'est l'une des premières enquête sociale américaine. Florence Kelley dresse un portrait vivant de ces conditions de vie misérables.

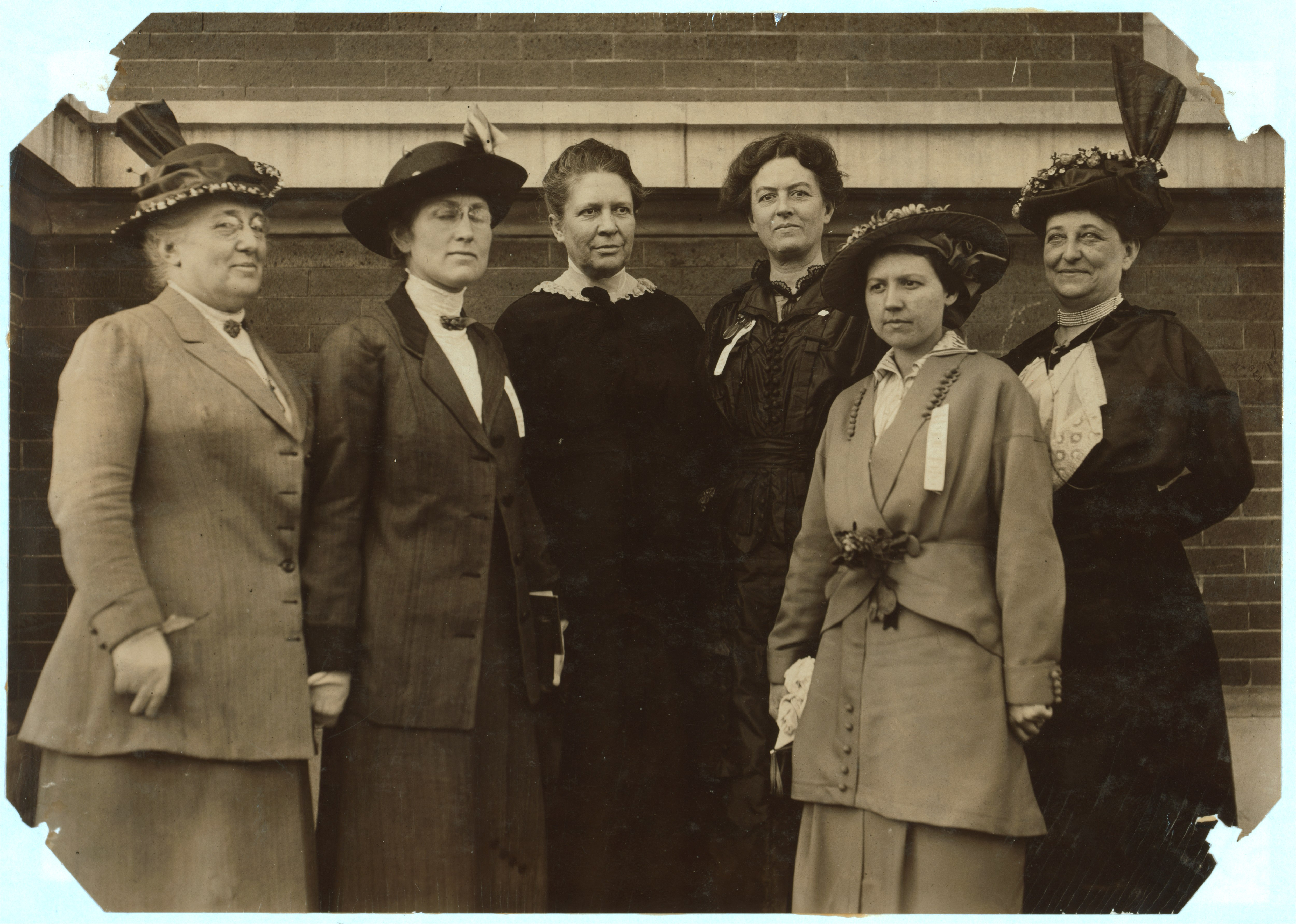
Inspectrices d'usines. De gauche à droite - Ella Haas, State Factory Inspector, Dayton, O. Mary Malone, State Inspector Ten-Hour Law, Delaware. Mrs. Florence Kelley, 1893-1897

Le Sweatshop Act de 1893, règlementant les heures de travail des femmes et l'interdiction du travail des enfants en Illinois, sont inspirées de ses préconisations,. À la suite de ces travaux, c'est la première femme nommée Chief Factory Inspector des États-Unis en 1893 pour l'État de l'Illinois par le gouverneur Altgeld. Afin de défendre plus efficacement les abus, elle suit les cours de l'école de droit de l'université Northwestern dont elle sort diplômée en 1894.
Entre 1899 et 1924, Florence Kelley s'installe et travaille à la Henry Street settlement house fondée par Lilian Wald à New York. Ce centre d'aide sociale à but non lucratif, situé dans le quartier du Lower East Side de Manhattan, propose des programmes artistiques et des soins de santé aux New-yorkais de tous âges. En 1905 elle publie Some Ethical Gains through Legislation avec pour objectif de protéger les femmes et les enfants au travail. Elle s'adresse en particulier aux consommatrices de la classe moyenne pour qu'elles boycottent les produits fabriqués par des entrepreneurs sans scrupule.

### National Consumers League
En 1899, pour lutter contre des conditions de travail dures et sous-payées, Leonora O'Reilly, une jeune ouvrière syndicaliste de New York propose de créer la National Consumers League ou NCL (Ligue nationale des consommateurs) avec Jane Addams, Josephine Shaw Lowell. L'objectif est de créer une « liste blanche » d'entreprises équitables. Florence Kelley devient la secrétaire générale de la National Consumers League, poste qu'elle occupe de 1899 à jusqu'à sa mort en 1932,. Elle travaille à la promotion des lois fédérales sur les heures de travail et la rémunération du travail des enfants. Elle gère une soixantaine d'organisations de travail équitable locales ou d’État dans une vingtaine d’États.

### New York Child Labor Committee
En 1902, Florence Kelley poursuit son engagement contre l'exploitation des enfants dans l'industrie, en devenant membre du conseil d'administration du New York Child Labor Committee. En 1904, elle participe avec Lilian Wald à l'organisation du comité au niveau national. Le Keating-Owen Child Labor Act de 1916 qu'elles soutiennent ayant été déclaré anticonstitutionnel en 1918, elles organisent des pétitions pour qu'un amendement sur le sujet entre dans la Constitution des États-Unis. Les nombreuses lois qui défendent les droits des femmes et des enfants sont petit à petit abandonnées sous la pression du monde des affaires. Cependant, plusieurs de ses initiatives, sont reprises par Frances Perkins dans les lois fédérales en 1930.

### National Association for the Advancement of Colored People
En 1909, Florence Kelley est l'une des fondatrices de la National Association for the Advancement of Colored People (NAACP). Elle fait partie d'un groupe de personnes venues d'horizons très divers, dont : W. E. B. Du Bois, Ida B. Wells, Archibald Grimké (en), Henry Moskowitz (en), Mary White Ovington, Oswald Garrison Villard, William English Walling (en) et Mary McDowell.
Pendant plusieurs années elle est membre de la National American Woman Suffrage Association (NAWSA).

### Women's International League for Peace and Freedom
Florence Kelley, pacifiste, participe au mouvement de la Ligue internationale des femmes pour la paix en 1919. Cette ONG internationale pacifiste et féministe est issue du congrès international des femmes de La Haye de 1915. 1200 féministes pacifistes issues de douze pays, dont Minna Cauer, Anita Augspurg et Lida Gustava Heymann y participent. Les objectifs de la Ligue sont de promouvoir le désarmement et la durabilité, autant que lutter contre l'exploitation, les discriminations et l'inégalité sociale.

### Dernière croisade

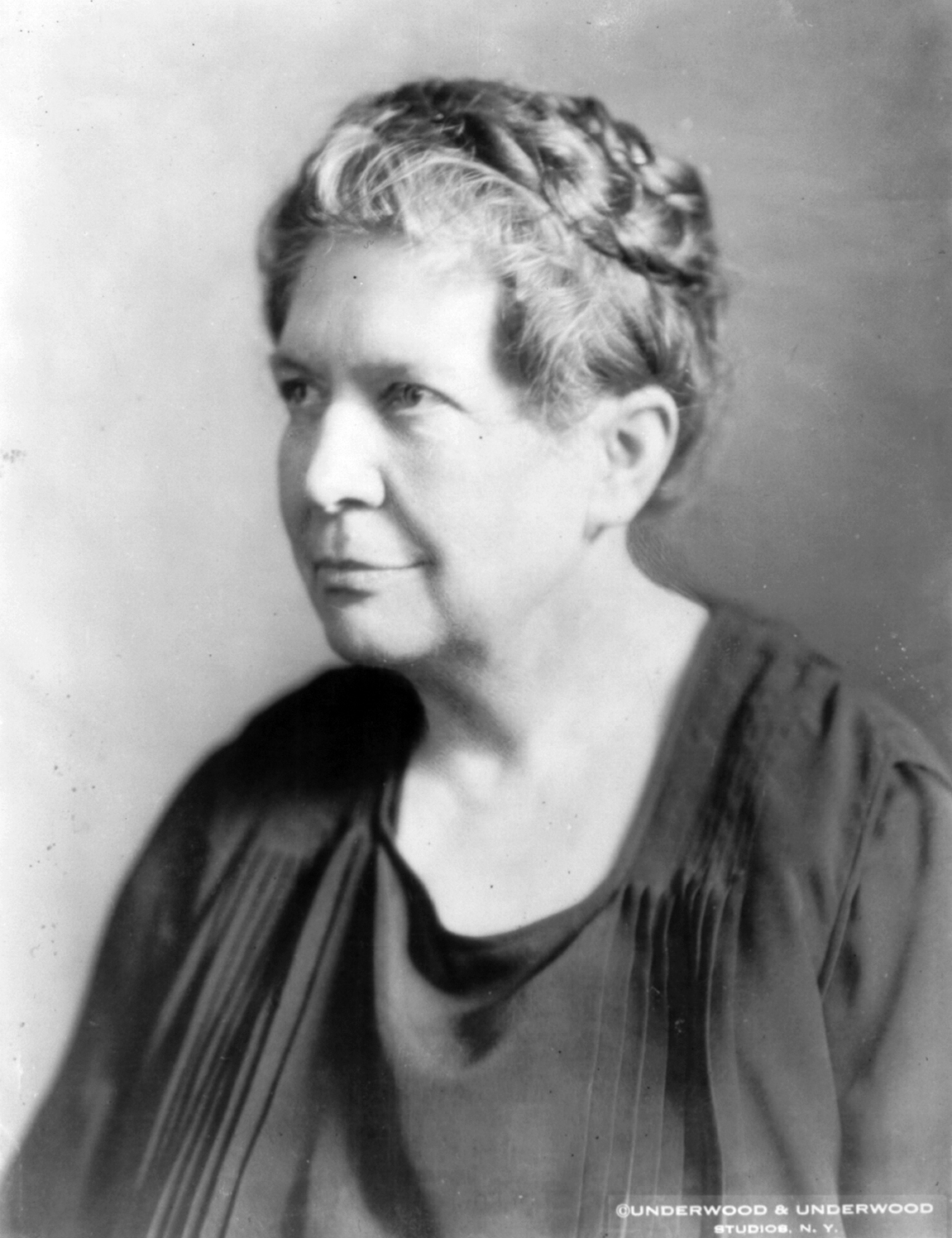
Florence Kelley en 1925

L'une de ses dernières luttes vise l'industrie de la peinture de cadrans d'horlogerie. En 1924, elle apprend que de nombreuses ouvrières qui travaillent à l'U.S. Radium Corporation à Newark tombent malades ou meurent. Leur bouche est en contact avec les pinceaux enduits de peinture au radium. Les effets toxiques du radium étant reconnus par les scientifiques, les femmes de la Consumer's League interpellent un médecin sur le sujet. Une règlementation prohibe alors l'usage des pinceaux à la bouche réduisant ainsi  l'inhalation des vapeurs de radium.

## Vie privée
Florence Kelley rencontre son futur mari Lazare Wischnewetzky, un étudiant russe en médecine, socialiste. Ils se marient en 1884. Ils ont trois enfants, Nicholas (né en 1885) ; Margaret (1886–1905) ; John Bartram (né en 1888). Le couple se sépare en 1891. Elle meurt le 17 février 1932 au Laurel Hill Cemetery à Philadelphie.

## Publications

### Essais et rapports
- (en-US) Our Toiling Children, Chicago, Woman's Temperance Publication Association, 1889, 40 p. (OCLC 43110902, lire en ligne),
- (en-US) collectif d'auteurs (préf. Jane Addams), Hull-House maps and papers, a presentation of nationalities and wages in a congested district of Chicago, together with comments and essays on problems growing out of the social conditions, New York, T.Y. Crowell, 1895 (OCLC 2610286, lire en ligne)
- (en-US) Some Ethical Gains through Legislation, New York, London, Macmillan Co. ; Macmillan & Co.,, 1905, 341 p. (OCLC 282641, lire en ligne),
- (en-US) Modern Industry in Relation to the Family, Health, Education, Morality, New York, Longman, Gteen and Co. (réimpr. 2011, 2017) (1re éd. 1914), 154 p. (OCLC 7334358241, lire en ligne),

### Articles
- (en-US) « The Working Boy », American Journal of Sociology, vol. 2, no 3,‎ novembre 1896, p. 358-368 (11 pages) (lire en ligne),
- (en-US) « The Illinois Child-Labor Law », American Journal of Sociology, vol. 3, no 4,‎ janvier 1898, p. 490-501 (12 pages) (lire en ligne),
- (en-US) « The United States Supreme Court and the Utah Eight-Hours' Law », American Journal of Sociology, vol. 4, no 1,‎ juillet 1898, p. 21-34 (14 pages) (lire en ligne),
- (en-US) « Aims and Principles of the Consumers' League », American Journal of Sociology, vol. 5, no 3,‎ novembre 1999, p. 289-304 (16 pages) (lire en ligne),
- (en-US) « The Consumers' League », The American Journal of Nursing, vol. 1, no 9,‎ juillet 2001, p. 646-649 (4 pages) (lire en ligne),
- (en-US) « The Committee of the General Federation of Women's Clubs on the Industrial Problem as It Affects Women and Children », The American Journal of Nursing, vol. 1, no 11,‎ août 1901, p. 813-815 (3 pages) (lire en ligne),
- (en-US) « Child Labor Legislation », The Annals of the American Academy of Political and Social Science, vol. 20,‎ juillet 1902, p. 155-164 (10 pages) (lire en ligne),
- (en-US) « An Effective Child-Labor Law: A Program for the Current Decade », The Annals of the American Academy of Political and Social Science, vol. 21,‎ mai 1903, p. 96-103 (8 pages) (lire en ligne),
- (en-US) « Has Illinois the Best Laws in the Country for the Protection of Children? », American Journal of Sociology, vol. 10, no 3,‎ novembre 1904, p. 299-314 (16 pages) (lire en ligne),
- (en-US) « Child Labor Legislation and Enforcement in New England and the Middle States », The Annals of the American Academy of Political and Social Science, vol. 25,‎ mai 1905, p. 66-76 (11 pages) (lire en ligne),
- (en-US) « The Federal Government and the Working Children », The Annals of the American Academy of Political and Social Science,, vol. 27,‎ mars 1906, p. 31-34 (4 pages) (lire en ligne),
- (en-US) « Equal Suffrage Movement », The American Journal of Nursing, vol. 7, no 1,‎ octobre 1906, p. 47-48 (2 pages) (47-48 (2 pages)),
- (en-US) « Obstacles to the Enforcement of Child Labor Legislation », The Annals of the American Academy of Political and Social Science, vol. 29,‎ janvier 1907, p. 50-56 (7 pages) (lire en ligne),
- (en-US) « The Responsibility of the Consumer », The Annals of the American Academy of Political and Social Science, vol. 32,‎ juillet 1908, p. 108-112 (5 pages) (lire en ligne),
- (en-US) « Scholarships for Working Children », The Annals of the American Academy of Political and Social Science, vol. 33,‎ mars 1909, p. 100-103 (4 pages) (lire en ligne),
- (en-US) « The Invasion of Family Life by Industry », The Annals of the American Academy of Political and Social Science, vol. 34, no 1,‎ juillet 1909, p. 90-96 (7 pages) (lire en ligne),
- (en-US) « Married Women in Industry », Proceedings of the Academy of Political Science in the City of New York, vol. 1, no 1,‎ octobre 1910, p. 90-96 (7 pages) (lire en ligne),
- (en-US) « What Should We Sacrifice to Uniformity? », The Annals of the American Academy of Political and Social Science, vol. 38,‎ juillet 1911, p. 24-30 (7 pages) (lire en ligne),
- (en-US) « Minimum-Wage Boards », American Journal of Sociology, vol. 17, no 3,‎ novembre 1911, p. 303-314 (12 pages) (lire en ligne),
- (en-US) « Minimum-Wage Laws », Journal of Political Economy, vol. 20, no 10,‎ décembre 1912, p. 999-1010 (12 pages) (lire en ligne),
- (en-US) « Women and Social Legislation in the United States », The Annals of the American Academy of Political and Social Science, vol. 56,‎ novembre 1914, p. 62-70 (9 pages) (lire en ligne),
- (en-US) « The La Follette Law from the Consumers' Point of View », Proceedings of the Academy of Political Science in the City of New York, vol. 6, no 1,‎ octobre 1915, p. 90-96 (7 pages) (lire en ligne),
- (en-US) « Industrial Conditions as a Community Problem with Particular Reference to Child Labor », The Annals of the American Academy of Political and Social Science, vol. 103,‎ septembre 1922, p. 60-64 (5 pages) (lire en ligne),
- (en-US) « Laborers in Heat and in Heavy Industries », The Annals of the American Academy of Political and Social Science, vol. 109,‎ septembre 1923, p. 175-178 (4 pages) (lire en ligne),
- (en-US) « Leisure by Law for Women », Social Service Review, vol. 2, no 1,‎ mars 1928, p. 24-36 (13 pages) (lire en ligne ),
- (en-US) « Labor Legislation for Women and Its Effects on Earnings and Conditions of Labor », The Annals of the American Academy of Political and Social Science,, vol. 143,‎ mai 1929, p. 286-300 (15 pages) (lire en ligne ),

### Traductions
- (en-US) Johann Jakoby (trad. Florence Kelley), Object of the labor movement, New York, New York Labor News Co., 1887, 26 p. (OCLC 60723923),
- (en-US) Frederick Engels (trad. Florence Kelley), The Condition of the Working Class in England, New York, John W. Lovell Company (réimpr. 1956, 1987, 2009) (1re éd. 1887), 324 p. (OCLC 1198246251, lire en ligne),

### Posthume
- (en-US) Kathryn Kish Sklar (dir.), The Autobiography of Florence Kelley : Notes of Sixty Years, Chicago, Illinois, Charles H. Kerr Publishing, 1985, 124 p. (ISBN 9780882860930, lire en ligne),

### Directrice de publication
- (en-US) Edmond Kelly, Twentieth Century Socialism : what it is not; what it is; how it may come, New York, Longmans, Green and Co., 1910, 480 p. (OCLC 1141304758, lire en ligne)

Les documents de la famille Kelley sont archivés à l'université Columbia. Les documents de la National Consumers' League sont archivés à la Bibliothèque du Congrès.

## Pour approfondir

#### Notices dans des encyclopédies et manuels de références
- [Edward James 1971] (en-US) Edward T. James (dir.), Notable American Women 1607-1950, vol. 2 : G-O, Cambridge, Massachusetts, Harvard University Press, 1971 (réimpr. 2014), 659 p. (ISBN 9780674288355, lire en ligne), p. 316-319. ,
- (en-US) Ruth F. Brin, Social Reform : Contributions of Women, Minneapolis, Minnesota, Dillon Press, 1977, 163 p. (ISBN 9780875181455, lire en ligne), p. 76-99,
- (en-US) Robin Kadison Berson, Marching to a Different Drummer : Unrecognized Heroes of American History, Westport, Connecticut, Greenwood Press, 1994, 347 p. (ISBN 9780313288029, lire en ligne), p. 158-167,
- [Garraty 1990] (en-US) John A. Garraty (dir.), American National Biography, vol. 12 : Jeremiah - Kurtz, New York, Oxford University Press, 1990, 955 p. (ISBN 9780195127911, lire en ligne), p. 483-486. ,
- (en-US) Reference Library of American Women, vol. 2 : G-M, Farmington Hills, Michigan, Gale Research, 1999, 488 p. (ISBN 9780787638641, lire en ligne), p. 375,
- [Commire et Klezmer 1999] (en-US) Anne Commire (dir.) et Deborah Klezmer (dir.), Women in World History, vol. 8 : Jab-Kyt, Waterford, Connecticut, Yorkin Publications / Gale research, 1999, 879 p. (ISBN 9780787640675, lire en ligne), p. 519-522. ,
- [Helen Rappaport 2001] (en-US) Helen Rappaport, Encyclopedia of Women Social Reformers, vol. 1 : A-L, Santa Barbara, Californie, ABC-CLIO, 2001, 413 p. (ISBN 9781576071014, lire en ligne), p. 357-359. ,
- [Hamilton 2002] (en-US) Neil Hamilton, American Social Leaders and Activists, New York, Facts On File, coll. « American Biographies », 2002, 437 p. (ISBN 9780816045358, lire en ligne), p. 224-225. ,
- (en-US) Donna Langston, A to Z of American Women Leaders and Activists, New York, Facts on File, 2002, 291 p. (ISBN 9780816044689, lire en ligne), p. 129-130,
- [Bobick 2015] (en-US) Ruth Bobick, Six Remarkable Hull-House Women, Portsmouth, New Hampshire, Peter E. Randall Publisher, 3 novembre 2015, 167 p. (ISBN 9781942155102, lire en ligne), p. 42-41. ,

#### Essais et biographies
- (en-US) Dorothy Rose Blumberg, Florence Kelley : The Making of a Social Pioneer, New York, Augustus M. Kelley, 1966, 248 p. (OCLC 1357623956, lire en ligne),
- [Josephine Goldmark 1966] (en-US) Josephine Clara Goldmark, Impatient Crusader : Florence Kelley's Life Story, Westport, Connecticut, Greenwood Press, 1976, 240 p. (ISBN 9780837190112, lire en ligne),
- (en-US) Kathryn Kish Sklar, Florence Kelley and the Nation's Work : The Rise of Women`s Political Culture, 1830-1900, New Haven, Connecticut, Yale University Press, 26 avril 1995, 464 p. (ISBN 9780300059120, lire en ligne),

#### Articles
- (en-US) « Florence Kelley, A Modern Crusader », Social Service Review, vol. 6, no 2,‎ juin 1932, p. 306-310 (6 pages) (lire en ligne ),
- (en-US) Frances Perkins, « My Recollections of Florence Kelley », Social Service Review, vol. 28, no 1,‎ mars 1954, p. 12-19 (8 pages) (lire en ligne ),
- (en-US) Herbert Aptheker, « Du Bois on Florence Kelley », Social Work, vol. 11, no 4,‎ octobre 1966, p. 98-100 (3 pages) (lire en ligne ),
- (en-US) Louis L. Athey, « Florence Kelley and the Quest for Negro Equality », The Journal of Negro History, vol. 56, no 4,‎ octobre 1971, p. 249-261 (13 pages) (lire en ligne ),
- (en-US) Sandra D. Harmon, « Florence Kelley in Illinois », Journal of the Illinois State Historical Society (1908-1984), vol. 74, no 3,‎ automne 1981, p. 162-178 (17 pages) (lire en ligne ),
- (en-US) Rebecca Sherrick, « Their fathers' daughters: the autobiographies of jane addams and florence kelley », American Studies, vol. 77, no 1,‎ printemps 1986, p. 39-53 (15 pages) (lire en ligne ),
- (en-US) Brett Clark & John Bellamy Foster, « Florence Kelley and the Struggle against the Degradation of Life », Organization & Environment, vol. 19, no 2,‎ juin 2006, p. 251-263 (13 pages) (lire en ligne ),
- (es) Kathryn Kish Sklar & Mireia Bofill, « Edición de la correspondencia seleccionada de Florence Kelley », Historia, Antropología y Fuentes Orales,, vol. 40,‎ 2008, p. 79-109 (31 pages) (lire en ligne )
- (en-US) Peter Dreier, « Florence Kelley, Pioneer of Labor Reform », New Labor Forum, vol. 21, no 1,‎ hiver 2012, p. 70-76 (7 pages) (lire en ligne ),